# Waliwis
Waliwis is een bestuurslaag in het regentschap Tangerang van de provincie Banten, Indonesië. Waliwis telt 3687 inwoners (volkstelling 2010).